# Jacob Christian Satterup
Jacob Christian Satterup (1796 Ribe – 22. november 1843 Moskva) var en danskfødt læge, som fra 1821 gjorde karriere i Rusland.
Satterup dimitterede 1813 som student fra Ribe Katedralskole, studerede lægevidenskab, var volontør ved Frederiks Hospital og tog i efteråret 1821 eksamen ved det kirurgiske akademi (2. karakter) og rejste derefter til Rusland.
Han blev først kredslæge i Makarev i gouvernementet Kostroma, siden kejserlig russisk hoflæge i Moskva, dernæst kollegieråd, stabskirurg og ordinator ved det galizinske hospital i Moskva.
Han hædredes som ridder af St. Anna-ordenen m.fl.

## Familie
Han var søn af residerende kapellan ved Sankt Katharine Kirke i Ribe og præst i Seem Kirke Nicolay Satterup og hustru Kirstine Ulrikke, f. Sørensen.